# Uathach
Uathach est une guerrière dans la mythologie celtique irlandaise. Surnommée « la Terrible », elle est la fille de Scáthach Uanaind la magicienne, la nièce d’Aífé  et devient brièvement la maîtresse de Cúchulainn, le héros du royaume  d’Ulster.
Cúchulainn était venu en Écosse, accompagné de son ami Ferdiad, afin de parfaire son éducation guerrière et sexuelle, auprès de Scáthach et de sa troupe de femmes. Dans la forteresse de l’île de Skye, où  Uathach aide sa mère à l’instruction militaire des jeunes guerrier, Cúchulainn en tombe immédiatement amoureux. Il lui prend la main, mais oubliant sa force, lui casse un doigt. S’ensuit un combat singulier contre Cochar Crufe, l’amant de la fille, qui est tué. Par la suite, le héros d’Irlande devient son amant.

## Sources
- (en) Harry Mountain, The Celtic Encyclopedia (volume V – page 1022), Universal Publishers, 1998,  (ISBN 1-58112-893-2)